# カラカラ (曲)
「カラカラ」は、日本のテレビアニメ『ぼっち・ざ・ろっく！』の作中に登場するバンド・結束バンドによる配信シングル。2022年10月9日にアニプレックスより発売された。

## 概要
表題曲「カラカラ」は、テレビアニメ『ぼっち・ざ・ろっく！』の第4話～第7話エンディングテーマに使用された。
作詞・作曲は中嶋イッキュウ、編曲は編曲は三井律郎が担当した。